# Mullens
Pour les articles homonymes, voir Mullens (homonymie).
La ville de Mullens est située dans le comté de Wyoming, dans l'État de Virginie-Occidentale, aux États-Unis. Elle comptait 1 559 habitants en 2010.

## Histoire
A. J. Mullins s'installe sur ce territoire dans les années 1890. Il vend ses terres au Virginian Railroad, qui accepte de nommer la ville en son honneur. Le nom actuel résulte d’une erreur. La ville est incorporée en 1912.